# Giacomo Villa
Giacomo Villa (Monza, 29 januari 2002) is een Italiaans wielrenner die in 2024 prof werd bij Bingoal WB.

## Carrière
In 2023, als derdejaars belofte, won Villa de Trofeo Piva, voor Alessio Martinelli en Davide De Pretto. Later dat jaar werd hij onder meer tweede in de openingsrit in de Ronde van de Toekomst en tiende in de Ronde van Lombardije voor beloften.
In 2024 werd Villa prof bij Bingoal WB. Zijn debuut voor de ploeg maakte hij eind januari in de Grote Prijs La Marseillaise. In de Ronde van Rwanda, die in februari werd verreden, eindigde hij in drie van de acht etappes in de top tien.

## Overwinningen
2023
Trofeo Piva

## Resultaten in voornaamste wedstrijden
| Jaar | Luik-Bast.‑Luik | Waalse Pijl |
| ---- | --------------- | ----------- |
| 2024 | opgave          | opgave      |

## Ploegen
- 2022 –  Biesse-Carrera
- 2023 –  Biesse-Carrera
- 2024 –  Bingoal WB
- 2025 –  Wagner Bazin WB

Blouwe · De Meester · De Tier · Desal · Matthys · Meens · Mertens (tot 31/5) · Persico · Peyskens · Portsmouth · Salby · Teugels · Tizza · Van Boven · Van der Beken · Van Rooy · Vandepitte · Vermoote · Villa · Vliegen · Weemaes · Van Petegem (stagiair)